# Agustín de Hinojosa y Montalvo
Agustín de Hinojosa y Montalvo (Madrid, 1575 – Villanueva de la Serena, 5 luglio 1631) è stato un vescovo cattolico spagnolo.

## Biografia
Ordinato sacerdote nell'Ordine dei frati minori, il 12 agosto 1630 fu nominato vescovo di León en Nicaragua durante il pontificato di papa Urbano VIII. Fu consacrato il 16 settembre 1630 da Juan Guzmán, arcivescovo di Tarragona, co-consacranti Francisco Olivares Maldonado, vescovo ausiliare di Toledo, e Cristóforo Chrisostome Carletti, vescovo di Termia.
Ricoprì tale incarico fino alla morte, sopraggiunta il 5 luglio 1631.

## Genealogia episcopale
La genealogia episcopale è:
- Arcivescovo Juan Guzmán, O.F.M.
- Vescovo Agustín de Hinojosa y Montalvo, O.F.M.